# Sociedade Esportiva e Recreativa Juventude
La Sociedade Esportiva e Recreativa Juventude es un equipo de fútbol de Brasil que actualmente se encuentra inactivo.

## Historia
Fue fundado el 23 de mayo de 1982 en el municipio de Primavera do Leste del estado de Mato Grosso por un grupo de 20 personas de la localidad, la mayoría jóvenes, ya que el municipio no contaba con un equipo de fútbol, iniciando en los torneos distritales de Poxoréo, donde fue campeón distrital en 1990.
En 1992 participa por primera vez en el Campeonato Matogrossense y en ese mismo año participa en la Copa de Brasil por primera vez, donde es eliminado en la primera ronda por el Criciúma EC del estado de Santa Catarina con marcador de 1-8.
En 1999 participa por primera vez en el Campeonato Brasileño de Serie C en donde terminó en el lugar 22 entre 36 equipos. En el año 2000 logra el título del Campeonato Matogrossense, con lo que clasificó a la Copa de Brasil en 2001. En esa edición elimina en la primera ronda al Clube Malutrom del estado de Paraná con un marcador global de 4-1, donde en la segunda ronda enfrentó al Fluminense FC de Río de Janeiro, venciéndolo en el partido de ida 4-1, pero en el de vuelta en el Maracaná pierde 0-3 y es eliminado por la regla del gol de visitante, partido que fue transmitido en 57 países por la Rede Globo.
En 2001 vuelve a ser campeón estatal, lo que le dio la clasificación a la copa de Brasil por segunda edición consecutiva en 2002, pero en esta ocasión fue eliminado en la primera ronda por el Clube Atlético Mineiro del estado de Minas Gerais con un marcador global de 3-2 a pesar de haber ganado el partido de ida 2-1.
El club juega por última vez en el Campeonato Matogrossense en 2003, y tras una mala temporada el club abandona los torneos estatales.

## Palmarés
- Campeonato Matogrossense: 2

2000, 2001